# 20476 Chanarich
A 20476 Chanarich (ideiglenes jelöléssel 1999 NH12) a Naprendszer kisbolygóövében található aszteroida. A LINEAR projekt keretében fedezték fel 1999. július 13-án.